# Owen Young

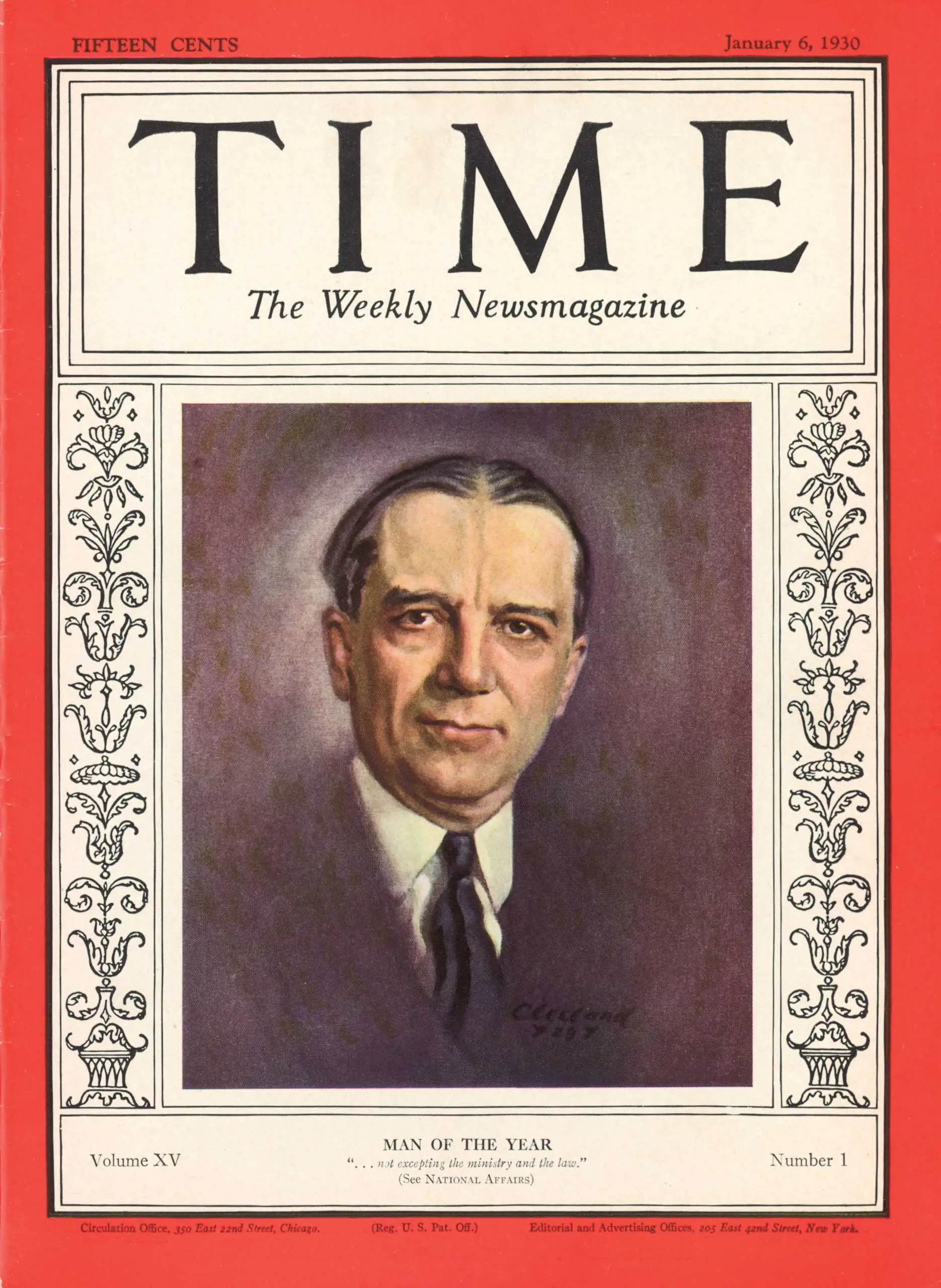
Owen Young na okładce Time'a.

Owen Young (ur. 27 października 1874, zm. 11 lipca 1962 w St. Augustine) – amerykański przedsiębiorca, prawnik i polityk, obecny podczas rokowań w sprawie ustalenia wysokości odszkodowań niemieckich za I wojnę światową w 1929 roku.
Był jednym z założycieli Radio Corporation of America; sprawował także funkcję prezesa General Electric począwszy od 1922 roku. Stworzył Plan Younga 1929–1930), w którym przedstawił plany rozłożenia w czasie reparacji wojennych po I wojnie światowej.
Został wybrany Człowiekiem Roku tygodnika Time w 1929 roku.